# Celagiun
Celagiun (ros. Целягюн) – wieś w Rosji, w Dagestanie, w rejonie magaramkienckim. W 2010 liczyła 1613 mieszkańców, głównie Lezginów.